# Barack Obama, Sr.
Barack Hussein Obama, Sr., född 18 juni 1936 i Kendu Bay i Nyanzaprovinsen i Kenya, död 24 november 1982 i Nairobi i Kenya, var en kenyansk högt uppsatt statlig ekonom, gift med Ann Dunham och far till Barack Hussein Obama II, USA:s  44:e president. Han är en central figur i sin sons memoarer, Dreams from My Father, publicerad 1995.
Barack Obama, Sr. studerade nationalekonomi vid flera universitet i USA innan han återvände till Kenya där han blev anställd vid ett oljebolag och fungerade som ekonom i ministeriet för transport. Han blev senare ekonom vid det kenyanska finansministeriet. Presidenten Barack Obama beskriver i sin självbiografi hur hans fars karriär förstördes på grund av en konflikt med president Jomo Kenyatta.
Obama Sr. förlorade båda sina ben vid en kollision med bil och förlorade kort därefter sitt arbete. Han dog 1982, vid 46 års ålder, i en bilkrasch i Nairobi. Han är begravd i Alego, i byn Nyang'oma Kogelo, distriktet Siaya, Kenya.

### Fotnoter
1. ↑  Scott Fornek (9 september 2007). ”Barack Obama Sr.: Wrestling with . . . a Ghost”. The Chicago Sun Times. Arkiverad från originalet den 5 oktober 2008. https://web.archive.org/web/20081005062335/http://www.suntimes.com/news/politics/obama/familytree/545467,BSX-News-wotreev09.stng. Läst 26 september 2008.
2. ↑  Michael Dobbs (30 mars 2008). ”Obama Overstated Kennedy's Role in Helping His Father”. The Washington Post. http://www.washingtonpost.com/wp-dyn/content/article/2008/03/29/AR2008032902031.html?nav=hcmodule. Läst 26 september 2008.